# Michael Florian
Michael Florian (3. června 1911 Stará Říše – 25. února 1984 Stará Říše) byl český grafik, syn literáta Josefa Floriana.

## Život
Zabýval se grafikou od svého mládí. V šestnácti letech ilustroval knihu Carlos a Nicolás : Dětská léta v Argentině od Rudolfa Schmieda. Na ručním lisu ji vytiskl se svým bratrem Metodějem Florianem a sestrou Evou Florianovou, která knihu vysázela. Kniha vzbudila zájem bibliofilů, byla opět vydána v roce 1930 nakladatelstvím Melantrich.
Vytvářel ex libris pro mnoho zájemců a stal se později známým grafikem i v zahraničí, hlavně v Dánsku, Holandsku, a Itálii. Po roce 1944 byl nasazen na práci v Tišnově. Po roce 1948 ilustroval několik knih a byl přijat do Svazu výtvarných umělců.
Florian se také zajímal o matematiku a astronomii. Sám si zhotovil hvězdářský dalekohled. Dutá zrcadla si vybrousil podle návodu, který mu poskytl pražský astrolog Emanuel Šimandl. Měl vyvinutý smysl pro techniku všeho druhu, opravoval stroje i hodiny a byl také včelařem.
V roce 1969 byl oceněn při příležitosti setkání ke 40 letům od smrti Otokara Březiny, kdy obdržel pamětní medaili ke 100. výročí narození Otokara Březiny.